# Героевское
Геро́евское (до 1945 года Эльтиге́н, укр. Героєвське, Ельтіген, крымскотат. El Tiygen, Эль Тийген) — микрорайон города Керчь, расположен на берегу Керченского пролива, на крайнем юге территории, подчинённой городскому округу Керчь (согласно административно-территориальному делению Украины — Керченскому горсовету Автономной Республики Крым). До 1960-х годов — отдельное село.

## История
Впервые в доступных источниках селение встречается на карте 1836 года, где в деревне 3 двора, а на карте 1842 года Кучук-Эльтиген обозначен условным знаком «малая деревня», то есть менее 5 дворов.
В 1860-х годах, после земской реформы Александра II, деревню приписали к Сарайминской волости. Согласно «Списку населённых мест Таврической губернии по сведениям 1864 года», составленному по результатам VIII ревизии 1864 года, Эльтиген — владельческая русская деревня с 7 дворами и 37 жителями на берегу моря. По «Памятной книге Таврической губернии 1889 года», по результатам Х ревизии 1887 года, в деревне Эльтеген числилось 36 дворов и 184 жителя. В 1888 году был основан Эльтигенский рудник по добыче сырья для поставок сырья на металлургического завода Брянского общества. По «…Памятной книжке Таврической губернии на 1892 год» в Эльтигене, входившем в Ново-Александровское сельское общество, числилось 52 жителя в 8 домохозяйствах, а в безземельном Эльтигене, не входившей в сельское общество — 38 жителей, домохозяйств не имеющих. На верстовой карте Крыма 1896 года в селении обозначено 87 дворов с русским населением По «…Памятной книжке Таврической губернии на 1902 год» в деревне Эльтеген, входившей в Ново-Александровское сельское общество, числился 121 житель в 12 домохозяйствах. На 1914 год в селении действовало земское училище. По Статистическому справочнику Таврической губернии. Ч.II-я. Статистический очерк, выпуск пятый Феодосийский уезд, 1915 год, в деревне Эльтеген Сарайминской волости Феодосийского уезда числилось 55 дворов (13 дворов с землёй, 42 — безземельные) с крымскотатарским населением в количестве 92 человек приписных жителей и 330 «посторонних», из которых 197 мужчин и 225 женщин. Жители владели 117 десятинами удобной земли. В хозяйствах имелось 78 лошадей, 6 волов, 50 коров и 57 голов овец, свиней, или коз.
После установления в Крыму Советской власти, по постановлению Крымревкома, 25 декабря 1920 года из Феодосийского уезда был выделен Керченский (степной) уезд, а, постановлением ревкома № 206 «Об изменении административных границ» от 8 января 1921 года была упразднена волостная система и в составе Керченского уезда был создан Керченский район в который вошло село (в 1922 году уезды получили название округов. 11 октября 1923 года, согласно постановлению ВЦИК, в административное деление Крымской АССР были внесены изменения, в результате которых округа были отменены и основной административной единицей стал Керченский район в который вошло село. Согласно Списку населённых пунктов Крымской АССР по Всесоюзной переписи 17 декабря 1926 года, в селе Эльтеген, Сарайминского сельсовета Керченского района, числилось 103 двора, из них 89 крестьянских, население составляло 468 человек, из них 265 крымских татар, 192 украинца, 2 белоруса, 1 грек и 1 немец, 7 записаны в графе «прочие», действовала русская школа I ступени (пятилетка). Постановлением ВЦИК «О реорганизации сети районов Крымской АССР» от 30 октября 1930 года (по другим сведениям 15 сентября 1931 года) Керченский район упразднили и село включили в состав Ленинского, а, с образованием в 1935 году Маяк-Салынского района (переименованного 14 декабря 1944 года в Приморский) — в состав нового района. Видимо, в ходе той же реорганизации был образован Эльтигенский сельсовет, поскольку на 1940 год он уже существовал. На подробной карте РККА Керченского полуострова 1941 года в селении отмечено 82 двора.
Керченско-Эльтигенская десантная операция прошедшая 31 октября — 11 декабря 1943 года, положила начало освобождению Керчи и Крыма и стала одной из крупнейших десантных операций в годы Великой Отечественной войны. Десант 18-й армии под командованием К. Н. Леселидзе из частей 117-й гвардейской стрелковой дивизии полковника Л. В. Косоногова, а так же 318 горнострелковой «Новороссийской» дивизии под командованием А.В. Гладкова  захватили небольшой плацдарм 3 км по фронту и 1,5 в глубину получивший название «Огненная земля» или Эльтигенский плацдарм. 36 суток, в условиях блокады сражались десантники и в ночь с 6 на 7 декабря с боем вышли через гору Митридат на соединение с частями 56-й армии которые занимали Керченский или Северо-восточной плацдарм. 61 военнослужащий был удостоен звания Героя Советского Союза.
Указом Президиума Верховного Совета РСФСР от 21 августа 1945 года Эльтиген был переименован в Героевское и Эльтигенский сельсовет — в Героевский. В 1959 году (согласно справочнику «Крымская область. Административно-территориальное деление на 1 января 1968 года» — в период с 1954 по 1968 год) Героевское присоединили к Керчи.

## Мемориалы и памятники в Героевском
8 мая 1985 года совместно с мемориальным комплексом Героям Эльтигенского десанта «Парус» (cкульпторы С. Я. Коваль, Л. В. Тазьба, архитектор А. А. Шахов)  Объект культурного наследия народов РФ федерального значения. Рег. № 911520363660006 (ЕГРОКН) был открыт Музей истории Керченско-Эльтигенского десанта в ходе мероприятий по празднованию 40-летия Победы.
В 2013 году была проведена масштабная реэкспозиция музея. 1 ноября 2013 года, к 70-летию Эльтигенского десанта, обновленная экспозиция музея была торжественно открыта.

Дополняют музей военно-исторические памятники, расположенные на прилегающей к музею территории Героевского — площадка оружия периода Великой Отечественной войны, братские могилы — места захоронений советских воинов на холме  Объект культурного наследия народов РФ регионального значения. Рег. № 911710949030005 (ЕГРОКН), на берегу, по улице Косоногова  Объект культурного наследия народов РФ регионального значения. Рег. № 911710948570005 (ЕГРОКН), на улице Галины Петровой  Объект культурного наследия народов РФ регионального значения. Рег. № 911710947000005 (ЕГРОКН), военный госпиталь и операционная десантников Эльтигена (госпиталь 279-го медсанбата 318-й стрелковой дивизии в подвале разрушенной школы)  Объект культурного наследия народов РФ регионального значения. Рег. № 911710946990005 (ЕГРОКН), памятный знак «Мотобот» катер ПВО-24 Объект культурного наследия народов РФ регионального значения. Рег. № 911710948550005 (ЕГРОКН).

Монументы и мемориалы в Героевском
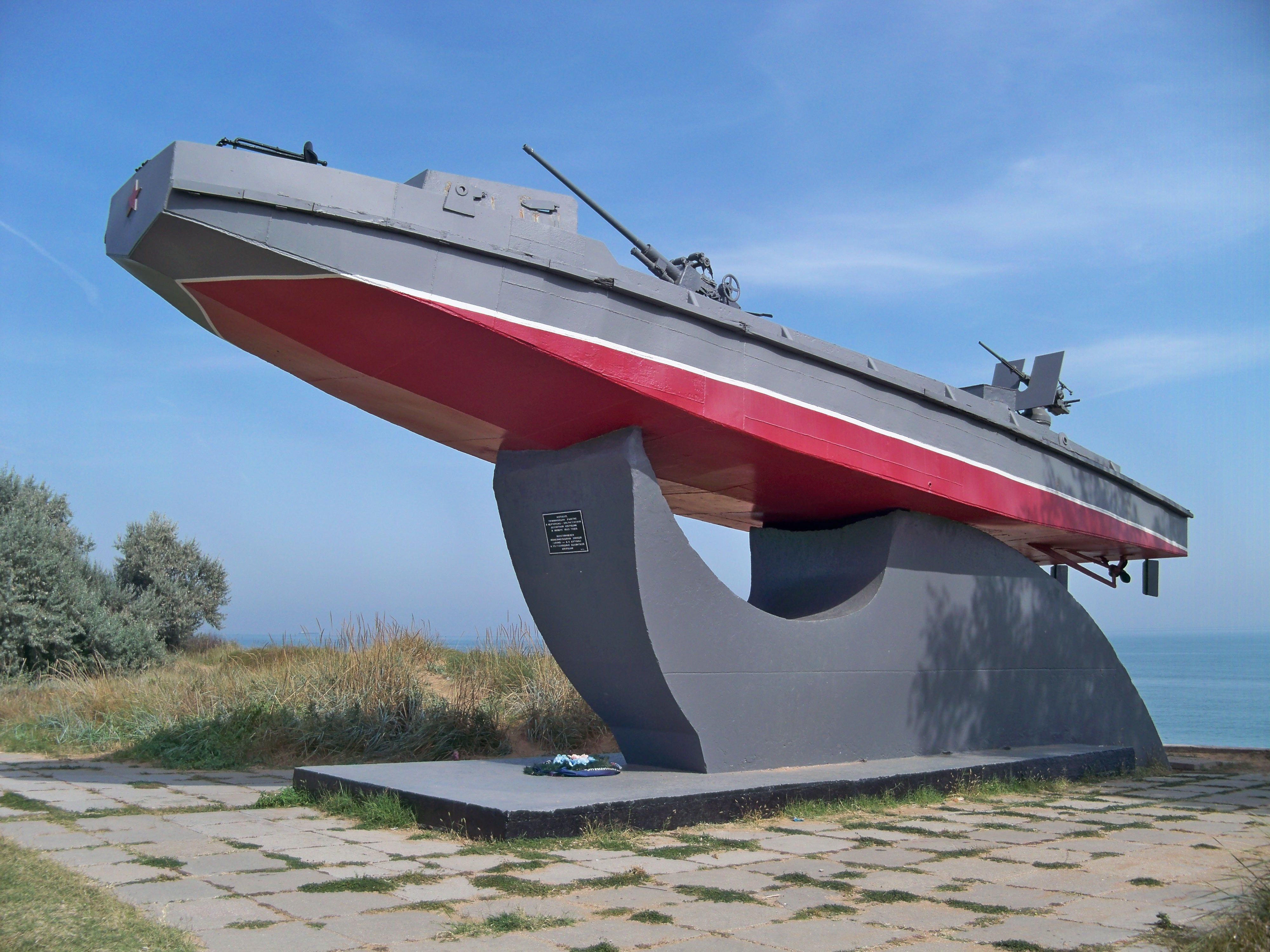
Мотобот, установлен в 1978 году
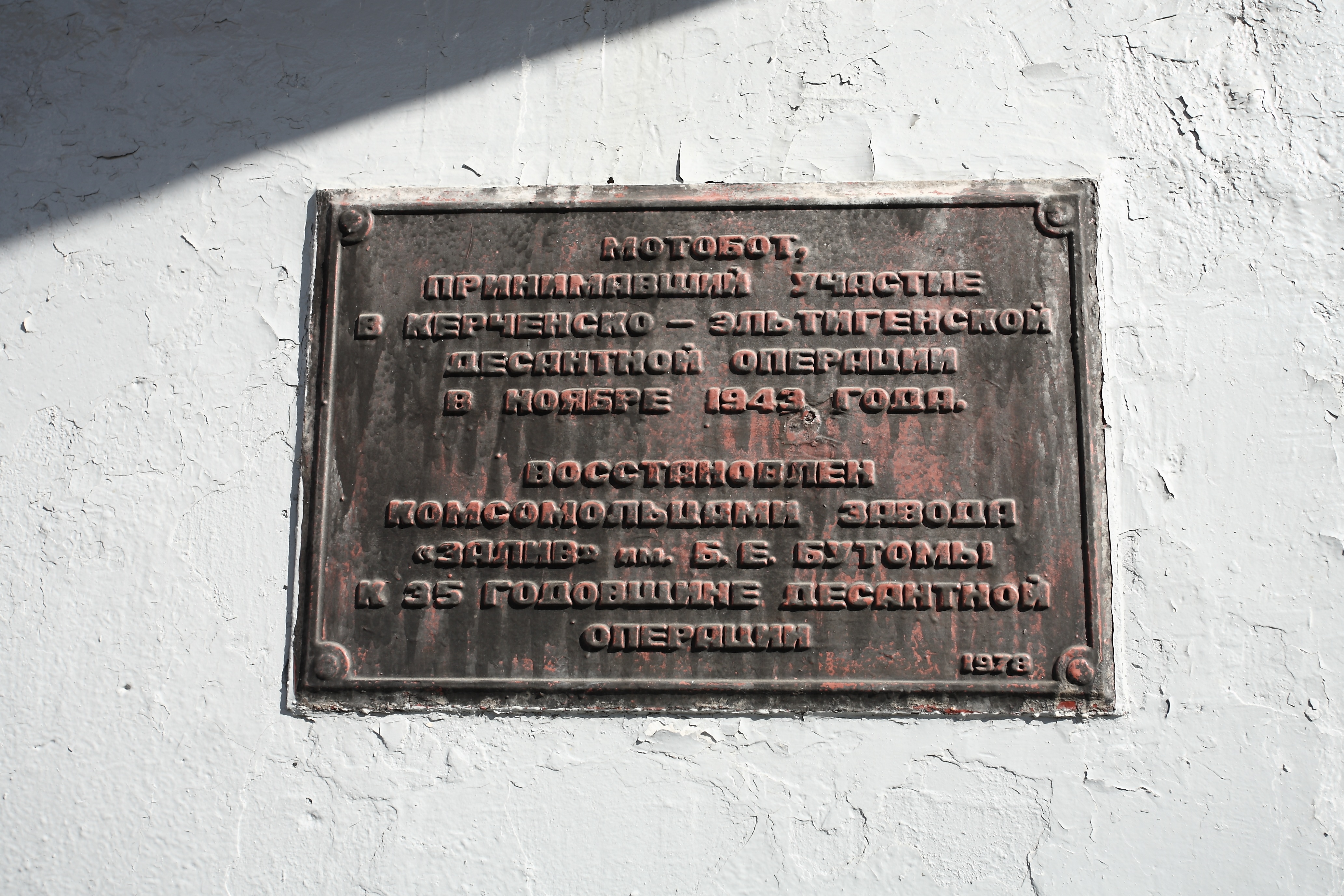
Памятная табличка 1978 года
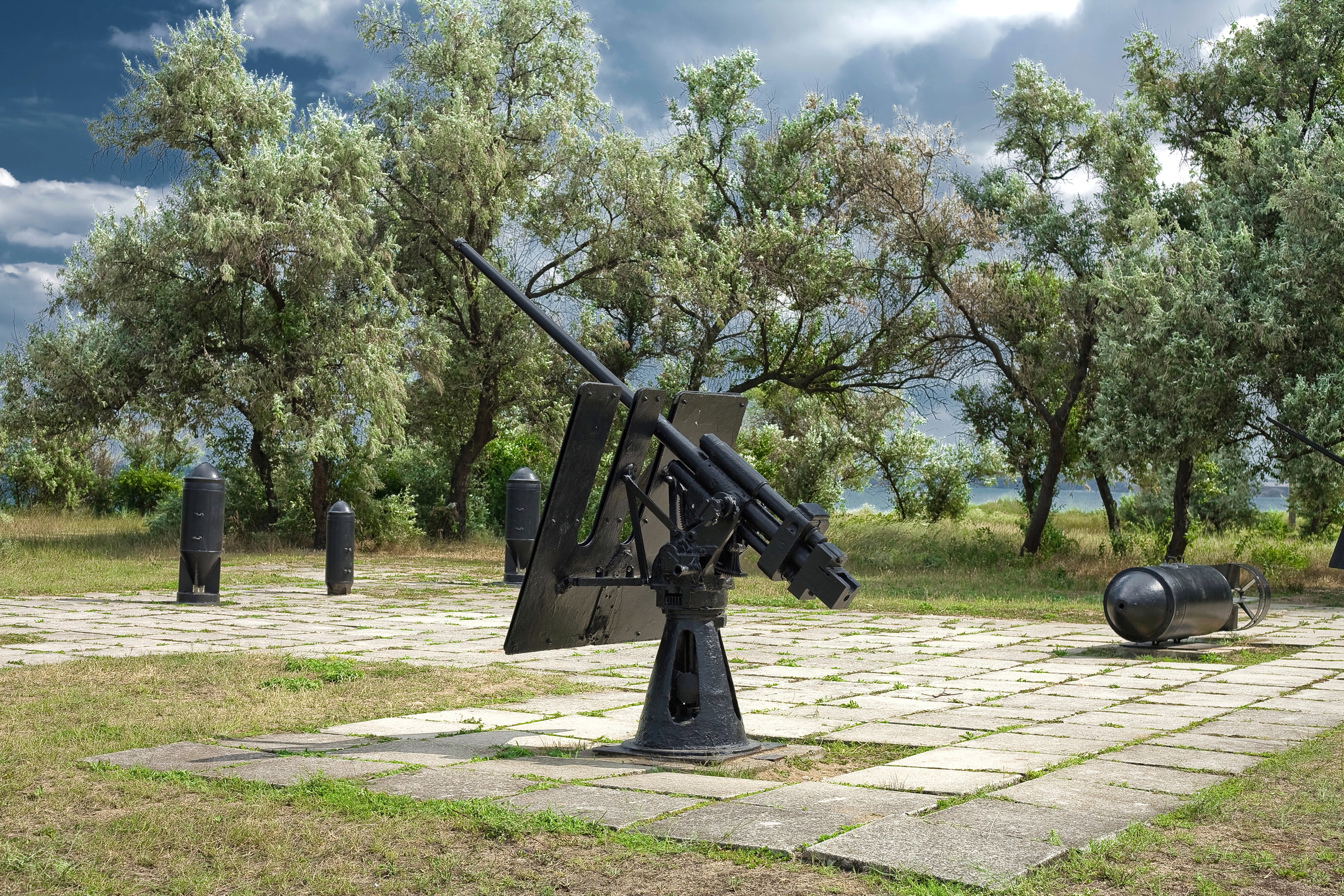
Площадка военной техники
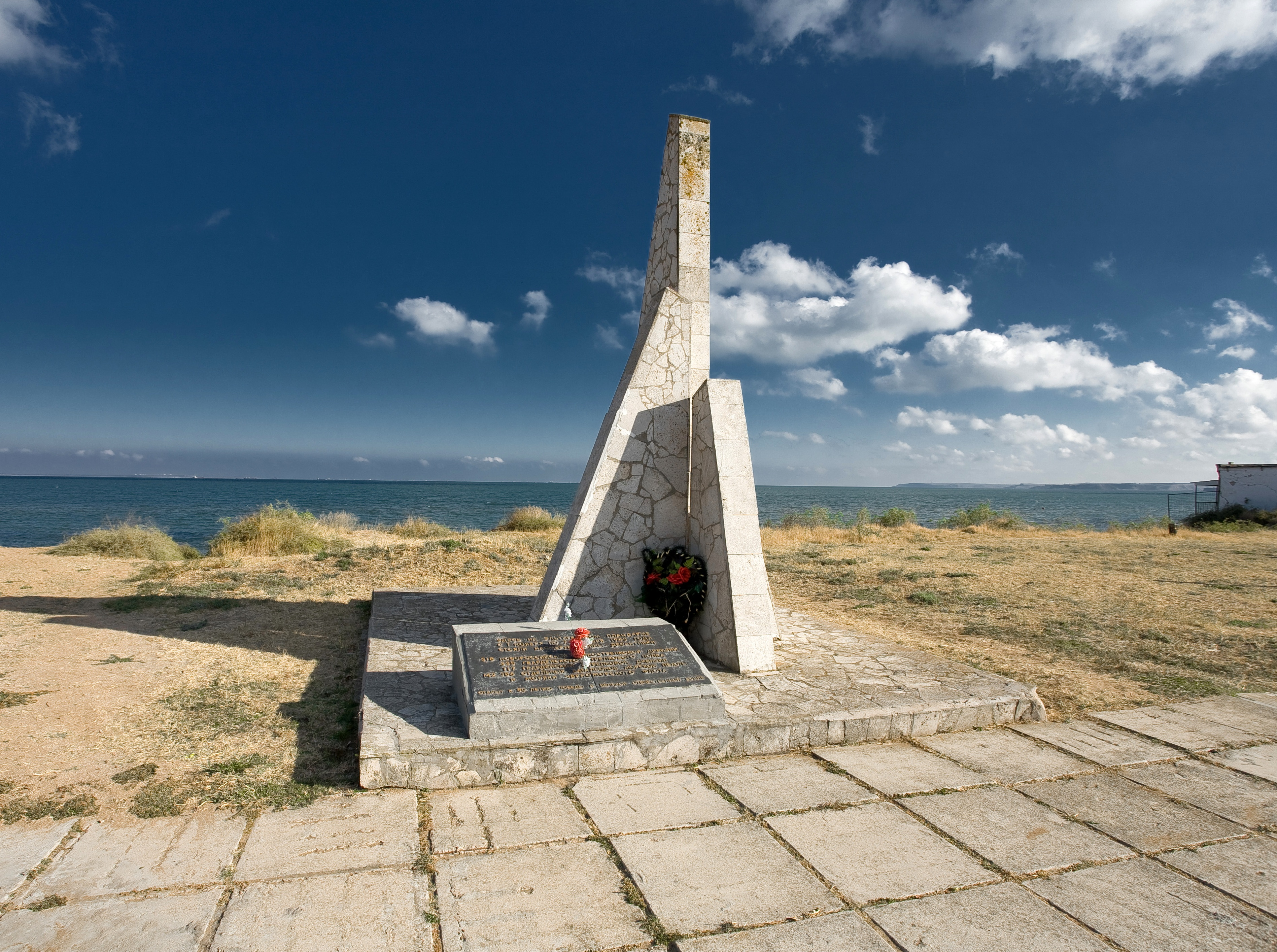
Братская могила советских воинов на улице Косоногова
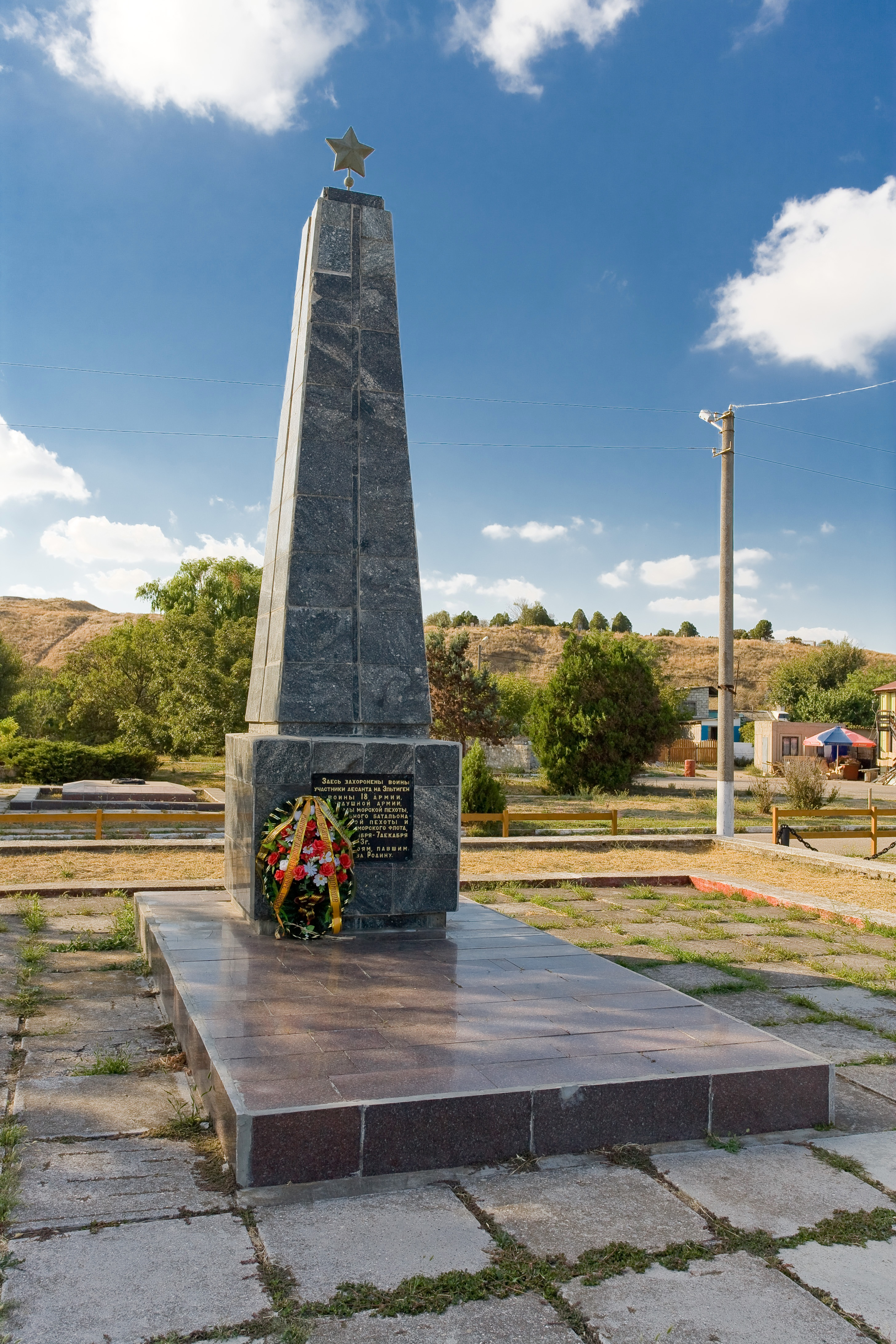
Братская могила советских воинов на улице Галины Петровой
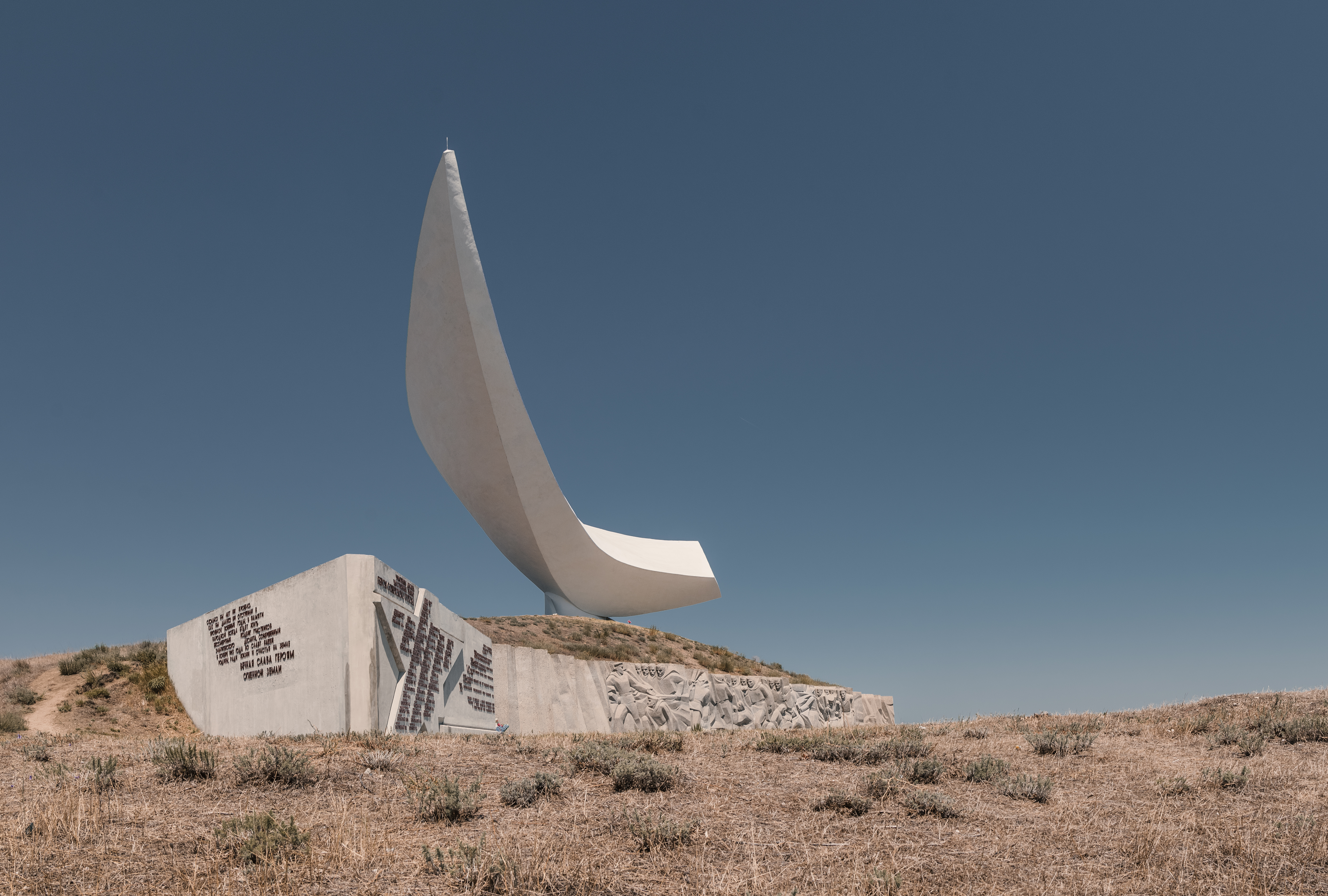
Монумент "Парус"

## Эльтиген-Ортельское железорудное месторождение
Эльтиген-Ортельское месторождение приурочено к одноимённой овальной корытообразной синклинали, её северо-восточный край находится в 18 км южнее г. Керчь. Северной границей Эльтиген-Ортельского месторождения служит Чурбашское озеро, отделяющее его от севернее расположенного Камыш-Бурунского месторождения, южной — Тобечикское озеро, с запада мульда оконтуривается грядой холмов, сложенных мшанковыми известняками. Длина мульды около 5.5 км, ширина — около 2.0 км. Рудный пласт в центральной части мульды залегает почти горизонтально, к периферии мульды углы падения пласта составляют 2 — 5 град.